# Universidade de Nova Gorica
Universidade de Nova Gorica (em esloveno:  Univerza v Novi Gorici) é uma instituição universitária de ensino superior localizada em Nova Gorica, Eslovénia. Disponibiliza aos seus educandos níveis de graduação e de pós-graduação e pesquisa científica. Entrou em funcionamento no ano lectivo de 1995/1996, como Faculdade de Ciências de Ambientais, sendo a primeira escola de pós-graduação na Eslovénia, esta foi criada pelo município de Nova Gorica e pelo Instituto Jožef Stefan de Liubliana. Devido à introdução de novos cursos e à expansão de actividades de investigação científica, em 1998, foi reorganizada e renomeada como Politécnico de Nova Gorica, e, em 2006, os estatutos foram mais uma vez mudados e transformou-se em Universidade de Nova Gorica. Hoje, os co-fundadores da Universidade de Nova Gorica são: o município de Nova Gorica, o município de Ajdovščina, o Instituto Jožef Stefan e a Academia Eslovena das Ciências e da Arte (SAZU), ambos localizados em Liubliana.

## História
O antecessor da Politécnico de Nova Gorica foi a Faculdade de Ciências Ambientais - a primeira escola internacional de pós-graduação na Eslovénia. A Faculdade foi fundada no dia 24 de Setembro de 1995 com o consentimento do Conselho do Ensino Superior da República da Eslovénia em 12 de Julho de 1995. Começou a funcionar no ano lectivo de 1995/96.

## Faculdades e escolas superiores
- Academia de Arte, Nova Gorica
- Escola Superior de Viticultura e Enologia, Nova Gorica
- Faculdade de Ciências Naturais, Ajdovščina
- Faculdade de Estudos de Pós-Graduação, Nova Gorica
- Faculdade de Ciências Humanas, Nova Gorica
- Faculdade de Ciências Ambientais, Nova Gorica
- Faculdade de Ciência Aplicada, Nova Gorica
- Faculdade de Negócios e Tecnologia, Nova Gorica

## Laboratórios, institutos e centros de investigação
- Centro de Pesquisa Atmosférica
- Centro de Pesquisa do Vinho
- Centro de Sistemas e Tecnologia da Informação
- Instituto de Estudos Culturais
- Laboratório de Astrofísica de Partículas
- Laboratório de Física dos Materiais Orgânicos
- Laboratório de Pesquisa de Materiais
- Laboratório de Pesquisa Ambiental
- Laboratório de Processos Multifásicos

## Biblioteca universitária
A Biblioteca Universitária da Universidade de Nova Gorica, foi fundada em Abril de 1998 e é a única biblioteca universitária na região Norte do litoral da Eslovénia até à data. A biblioteca é membro do Sistema de Catalogação Recíproca - COBISS. Todos os dados bibliográficos são inseridos no sistema COBISS e o aluguer é automatizado. Destina-se a todos os estudantes e associados da Universidade de Nova Gorica, bem como a outros interessados nas temáticas abrangidas pelo material disponível na biblioteca. Recolhemos principalmente materiais áreas da ecologia, física, química, matemática, biologia, economia, viticultura na Eslovénia. A colecção da biblioteca actualmente compreende cerca de 13 000 publicações monográficas, 80 títulos de séries, 250 unidades de material não-livro (principalmente CD-ROMs) e e-publicações científicas disponíveis através do serviço. A biblioteca está aberta para usuários de 7 a 10 horas por dia, 47 horas por semana.

## Edição
Nesta instituição é feita a publicação de artigos científicos, isto inclui a edição, impressão e organização de livros didáticos e outros materiais de estudo destinados ao processo pedagógico, trabalhos profissionais e científicos relacionados ou envolvidos na actividade da Universidade de Nova Gorica.

## Outras universidades na Eslovénia
- Universidade de Liubliana
- Universidade de Maribor
- Universidade de Primorska